# Claude Soucie
Claude Soucie (?, 18 novembre 1996) était un auteur de jeux de société.
Claude Soucie est né au Canada et est arrivé aux États-Unis alors qu'il était jeune enfant. Pendant la grande dépression, il a commencé à inventer des jeux pour amuser ses frères et sœurs et ses jeunes amis. Il lisait énormément et avec beaucoup d'intérêt. Il rencontra Anne à l'école de grammaire. Anne et Claude se sont mariés en 1948 et ont eu sept enfants qui devinrent des testeurs des jeux de Claude. Souvent, il arrivait qu'un enfant qui était bien avancé dans une partie soit déçu lorsque son père cessait immédiatement de jouer pour faire des changements dans la conception. Watch (1979) et Quick (1992) ont été conçus pendant de telles sessions de jeu.
En 1964 Claude a lui-même édité son premier jeu, Big Funeral, qui, en raison de son thème sensible, n'a pas été édité par une maison de jeu pendant 25 ans jusqu'à ce que Hexagames, un an après avoir édité Lines of Action, ne se décide à l'éditer sous le nom de Schickeria en 1989.
Claude Soucie avait de l'intérêt pour la comédie ce qui se voit dans les titres de ses jeux. Certains de ses jeux non publiés se sont appelés "Knife Your Buddy", "Split Personnality", et "Swindle".
En 1949, Claude a lu un article concernant Sid Sackson dans le magazine Esquire. Cela lui a pris deux ans, mais il a courageusement téléphoné à Sid Sackson en 1951. De cet appel téléphonique est né une longue amitié entre les familles Sackson et Soucie qui a atteint son point culminant quand le fils de Sid Sackson a épousé la fille aînée de Claude Soucie.
Claude Soucie est décédé le 18 novembre 1996.
(d'après la biographie écrite par son épouse Anne)

## Ludographie

### Seul auteur
- Big Funeral, 1964, non publié
- Knife Your Buddy, ????, non publié
- Split Personality, ????, non publié
- Qwindle, ????, non publié
- Watch, 1979, MPH Games Company
- Lines of Action, 1988, Hexagames / Abacus
- Schickeria, 1989, Hexagames
- Quick, 1992, Abacus